# فریرا (بازیکن فوتبال)
فریرا (انگلیسی: Ferreira؛ زادهٔ ۳۱ دسامبر ۱۹۹۷) بازیکن فوتبال اهل برزیل است.
از باشگاه‌هایی که در آن بازی کرده‌است می‌توان به باشگاه فوتبال گرمیو اشاره کرد.